# 365 Nights in Hollywood
365 Nights in Hollywood é um filme de drama de 1934 dirigido por George Marshall.

## Elenco
- James Dunn - James 'Jimmy' Dale
- Alice Faye - Alice Perkins
- Frank Mitchell - Percy
- Jack Durant - Clarence
- Grant Mitchell - J. Walter Delmar
- John Qualen - Prof. Herman Ellenbogen
- Helen Gibson - Atriz estudante (não-creditada)